# Список чрезвычайных и полномочных посланников 1 класса России
В списке представлены дипломаты Российской Федерации, получившие дипломатический ранг Чрезвычайного и Полномочного Посланника 1 класса после 1991 года.
В списке указаны дата присвоения дипломатического ранга, номер соответствующего Указа Президента Российской Федерации и должность на момент присвоения ранга.
Знаком * отмечены лица, которым впоследствии был присвоен дипломатический ранг Чрезвычайного и Полномочного Посла.

## 1990-е

### 1992
| Дата присвоения | Номер указа | Ф.И.О.                         | Должность на момент присвоения | Ранг Посла |
| --------------- | ----------- | ------------------------------ | ------------------------------ | ---------- |
| 18 марта 1992   | 268         | Земский, Владимир Васильевич*  |                                | 1992       |
| 18 марта 1992   | 271         | Ушаков, Юрий Викторович*       |                                | 1995       |
| 18 марта 1992   | 272         | Скотников, Леонид Алексеевич*  |                                | 1995       |
| 22 апреля 1992  | 405         | Алексеев, Александр Юрьевич*   |                                | 1996       |
| 5 мая 1992      | 434         | Панкратов, Александр Иванович  |                                |            |
| 2 июля 1992     | 734         | Шевченко, Эдуард Степанович*   |                                | 1994       |
| 2 июля 1992     | 737         | Карасин, Григорий Борисович*   |                                | 1995       |
| 2 июля 1992     | 744         | Земсков, Валерий Николаевич    |                                |            |
| 18 июля 1992    | 790         | Емельянов, Михаил Павлович*    |                                | 1996       |
| 12 августа 1992 | 880         | Подцероб, Алексей Борисович*   |                                | 1995       |
| 28 августа 1992 | 1009        | Журавлев, Сергей Евгеньевич    |                                |            |
| 28 августа 1992 | 1010        | Лебедев, Игорь Владимирович*   |                                | 1995       |
| 12 октября 1992 | 1193        | Бочарников, Михаил Николаевич* |                                | 1997       |
| 12 октября 1992 | 1194        | Спирин, Юрий Алексеевич*       |                                | 1997       |
| 16 октября 1992 | 1252        | Смирнов, Александр Петрович    |                                |            |
| 16 октября 1992 | 1253        | Облов, Александр Степанович*   |                                | 1994       |
| 16 октября 1992 | 1254        | Крикунов, Анатолий Петрович    |                                |            |
| 16 октября 1992 | 1255        | Иванов, Анатолий Сергеевич     |                                |            |
| 24 декабря 1992 | 1634        | Кузьмин, Александр Иванович*   |                                | 1995       |
| 24 декабря 1992 | 1635        | Мерзляков, Юрий Николаевич*    |                                | 2000       |

### 1993
| Дата присвоения  | Номер указа | Ф.И.О.                            | Должность на момент присвоения | Ранг Посла |
| ---------------- | ----------- | --------------------------------- | ------------------------------ | ---------- |
| 27 января 1993   | 138         | Мелихов, Игорь Александрович*     |                                | 1993       |
| 27 января 1993   | 142         | Караханов, Тигран Александрович*  |                                | 1994       |
| 24 апреля 1993   | 554         | Михайлов, Евгений Николаевич*     |                                | 1994       |
| 24 апреля 1993   | 555         | Лопатников, Виктор Алексеевич*    |                                | 1999       |
| 24 апреля 1993   | 557         | Турдиев, Роберт Шакирович         |                                |            |
| 24 апреля 1993   | 559         | Прохоров, Евгений Маратович*      |                                | 1998       |
| 30 апреля 1993   | 589         | Гусак, Владимир Сергеевич         |                                |            |
| 30 апреля 1993   | 590         | Кисляк, Сергей Иванович*          |                                | 1995       |
| 30 апреля 1993   | 591         | Муцкий, Вадим Константинович      |                                |            |
| 30 апреля 1993   | 592         | Горелик, Александр Семенович      |                                |            |
| 2 июня 1993      | 818         | Виноградов, Василий Валентинович* |                                | 1995       |
| 2 июня 1993      | 832         | Белый, Михаил Михайлович*         |                                | 1994       |
| 2 июня 1993      | 835         | Романов, Валентин Александрович   |                                |            |
| 17 сентября 1993 | 1384        | Ермаков, Алексей Александрович*   |                                | 2003       |
| 17 сентября 1993 | 1385        | Тюрденев, Владимир Львович*       |                                | 1995       |
| 22 сентября 1993 | 1419        | Чистяков, Алексей Федорович*      |                                | 2005       |
| 22 сентября 1993 | 1420        | Егоров, Виктор Николаевич         |                                |            |
| 22 сентября 1993 | 1421        | Кокеев, Михаил Ефимович           |                                |            |
| 22 сентября 1993 | 1422        | Цвигун, Михаил Семенович*         |                                | 1997       |
| 22 сентября 1993 | 1423        | Кинаев, Николай Владимирович      |                                |            |
| 22 сентября 1993 | 1424        | Егошкин, Валерий Евгеньевич*      |                                | 1995       |
| 1 октября 1993   | 1521        | Средин, Василий Дмитриевич*       |                                | 1998       |
| 18 октября 1993  | 1658        | Жаров, Юрий Федорович             |                                |            |
| 9 ноября 1993    | 1855        | Славин, Владимир Николаевич       |                                |            |
| 10 ноября 1993   | 1881        | Крылов, Вячеслав Борисович        |                                |            |
| 19 ноября 1993   | 1940        | Гиренко, Юрий Степанович          |                                |            |
| 19 ноября 1993   | 1943        | Гуменюк, Геннадий Владимирович*   |                                | 2002       |
| 19 ноября 1993   | 1944        | Веселов, Артур Васильевич         |                                |            |
| 19 ноября 1993   | 1947        | Зенков, Борис Геннадиевич         |                                |            |
| 19 ноября 1993   | 1949        | Ефимов, Геннадий Константинович   |                                |            |
| 19 ноября 1993   | 1950        | Хакимов, Бахтиер Маруфович*       |                                | 1998       |

### 1994
| Дата присвоения | Номер указа | Ф.И.О.                             | Должность на момент присвоения | Ранг Посла |
| --------------- | ----------- | ---------------------------------- | ------------------------------ | ---------- |
| 24 января 1994  | 187         | Цепов, Борис Анатольевич*          |                                | 2000       |
| 24 января 1994  | 188         | Сафонов, Леонид Алексеевич*        |                                | 1996       |
| 24 января 1994  | 189         | Клепацкий, Лев Николаевич          |                                |            |
| 1 апреля 1994   | 619         | Бугров, Андрей Евгеньевич          |                                |            |
| 1 апреля 1994   | 620         | Свиридов, Валентин Сергеевич       |                                |            |
| 1 апреля 1994   | 621         | Ковригин, Станислав Константинович |                                |            |
| 1 апреля 1994   | 622         | Никифоров, Алексей Леонидович*     |                                | 1994       |
| 5 апреля 1994   | 663         | Воронков, Олег Константинович      |                                |            |
| 20 июня 1994    | 1271        | Иванов, Владимир Васильевич        |                                |            |
| 20 июня 1994    | 1272        | Станевский, Феликс Иосифович*      |                                | 1998       |
| 20 июня 1994    | 1273        | Сидоров, Василий Сергеевич*        |                                | 1995       |
| 6 июля 1994     | 1462        | Агаев, Эднан Тофик оглы*           |                                |            |
| 20 июля 1994    | 1525        | Картузов, Николай Васильевич*      |                                | 1997       |
| 20 июля 1994    | 1527        | Драчевский, Леонид Вадимович*      |                                | 1996       |
| 20 июля 1994    | 1531        | Гогитидзе, Виктор Юрьевич*         |                                | 1996       |
| 6 августа 1994  | 1658        | Асатур, Агарон Николаевич*         |                                | 2004       |

### 1995
| Дата присвоения | Номер указа | Ф.И.О.                            | Должность на момент присвоения | Ранг Посла |
| --------------- | ----------- | --------------------------------- | --- | ---------- |
| 19 января 1995  | 57          | Афанасьев, Евгений Владимирович*  | директор Первого департамента Азии МИД России | 1997       |
| 19 января 1995  | 57          | Беляев, Сергей Владимирович       | заместитель директора — начальник управления Департамента — Исполнительного секретариата МИД России                                                                         |            |
| 19 января 1995  | 57          | Волков, Владимир Андреевич*       | заместитель директора Третьего Европейского департамента МИД России | 1998       |
| 19 января 1995  | 57          | Лякин-Фролов, Игорь Семенович*    | заместитель директора Департамента консульской службы МИД России | 2005       |
| 19 января 1995  | 57          | Макаренко, Александр Михайлович*  | первый заместитель директора Департамента Африки МИД России | 2002       |
| 19 января 1995  | 57          | Назаров, Валерий Вартанович*      | Посол России в Мьянме | 2004       |
| 19 января 1995  | 57          | Петровский, Павел Федорович*      | Посол России в Мали | 2002       |
| 19 января 1995  | 57          | Спасский, Николай Николаевич*     | директор Департамента Северной Америки МИД России | 2000       |
| 19 января 1995  | 57          | Черновол, Георгий Андреевич       | заместитель директора Департамента кадров МИД России |            |
| 31 января 1995  | 90          | Носенко, Юрий Юрьевич             | |            |
| 6 марта 1995    | 249         | Чхиквишвили, Владимир Ираклиевич* | советник-посланник Посольства России в США | 2001       |
| 18 июля 1995    | 715         | Киселёв, Сергей Борисович*        | директор Департамента по административным вопросам МИД России | 1999       |
| 18 июля 1995    | 715         | Кулебякин, Вячеслав Николаевич    | главный советник Департамента по вопросам безопасности и разоружения МИД России, Представитель Российской Федерации в совместной консультативной группе по Договору об ОВСЕ |            |
| 18 июля 1995    | 715         | Уткин, Евгений Алексеевич*        | первый заместитель директора Департамента по делам СНГ МИД России | 1999       |
| 10 ноября 1995  | 1121        | Басанов, Владимир Манцынович      | генеральный консул Российской Федерации в Дархане (Монголия) |            |
| 10 ноября 1995  | 1121        | Кабанов, Олег Викторович*         | Посол России в Шри-Ланке | 2010       |
| 10 ноября 1995  | 1121        | Курников, Вячеслав Иванович*      | советник-посланник Посольства России в Германии | 2000       |
| 10 ноября 1995  | 1121        | Новожилов, Александр Сергеевич*   | Посол России в Бахрейне | 2004       |
| 10 ноября 1995  | 1121        | Салтанов, Александр Владимирович* | Посол России в Иордании | 2001       |
| 10 ноября 1995  | 1121        | Серафимов, Вадим Викторович*      | Посол России в Камбодже | 2006       |
| 10 ноября 1995  | 1121        | Сизых, Николай Гаврилович         | Посол России в Республике Конго |            |
| 10 декабря 1995 | 1241        | Матвиенко, Валентина Ивановна*    | директор Департамента по связям с субъектами Федерации, парламентом и общественно-политическими организациями МИД России                                                    | 1997       |
| 10 декабря 1995 | 1241        | Ходаков, Александр Георгиевич*    | директор Правового департамента МИД России | 2000       |
| 30 декабря 1995 | 1335        | Сизов, Геннадий Васильевич*       | советник-посланник Посольства России в Таджикистане | 2001       |

### 1996
| Дата присвоения  | Номер указа | Ф.И.О.                           | Должность на момент присвоения | Ранг Посла |
| ---------------- | ----------- | -------------------------------- | --- | ---------- |
| 1 апреля 1996    | 471         | Тащев, Дмитрий Евгеньевич        | заместитель начальника Управления протокола Президента Российской Федерации |            |
| 12 августа 1996  | 1159        | Денисов, Валерий Иосифович*      | | 2000       |
| 30 августа 1996  | 1311        | Гринин, Владимир Михайлович*     | | 1999       |
| 18 сентября 1996 | 1364        | Величко, Виктор Иванович         | Генеральный консул Российской Федерации в Зальцбурге (Австрия) |            |
| 18 сентября 1996 | 1364        | Кирпиченко, Сергей Вадимович*    | первый заместитель директора Департамента Ближнего Востока и Северной Африки МИД России | 2007       |
| 18 сентября 1996 | 1364        | Чепурин, Александр Васильевич*   | директор Департамента кадров МИД России | 2014       |
| 18 сентября 1996 | 1364        | Черкашин, Дмитрий Дмитриевич*    | Генеральный консул Российской Федерации в Гамбурге (Германия) | 2003       |
| 18 сентября 1996 | 1365        | Борисов, Александр Филиппович*   | директор Департамента государственного протокола МИД России | 1998       |
| 18 сентября 1996 | 1365        | Добросердов, Петр Тимофеевич*    | первый заместитель директора Третьего Европейского департамента МИД России | 2005       |
| 18 сентября 1996 | 1365        | Орлов, Александр Константинович* | советник-посланник Посольства России во Франции | 2005       |
| 18 сентября 1996 | 1365        | Смирнов, Павел Степанович        | директор Департамента экономического сотрудничества МИД России |            |
| 4 октября 1996   | 1420        | Иванов, Виктор Васильевич*       | Посол России во Вьетнаме | 1998       |
| 19 октября 1996  | 1467        | Булай, Игорь Борисович           | первый заместитель директора Департамента информации и печати МИД России |            |
| 19 октября 1996  | 1467        | Грибков, Николай Михайлович*     | Посол России в Йемене | 2004       |
| 19 октября 1996  | 1467        | Киреенков, Владимир Филиппович   | начальник Юридического управления МИД России |            |
| 19 октября 1996  | 1467        | Маркарян, Роберт Вартанович*     | директор Департамента — Секретариата Министра МИД России | 1999       |
| 11 декабря 1996  | 1663        | Воробьев, Вячеслав Петрович*     | | 1998       |
| 11 декабря 1996  | 1668        | Богомазов, Валентин Михайлович*  | заместитель директора Департамента общеевропейского сотрудничества МИД России | 1999       |
| 11 декабря 1996  | 1668        | Вдовин, Андрей Валентинович*     | директор Департамента Ближнего Востока и Северной Африки МИД России | 1998       |
| 11 декабря 1996  | 1668        | Клюкин, Юрий Павлович            | заместитель директора Департамента по вопросам безопасности и разоружения МИД России, представитель Российской Федерации — руководитель делегации в Подготовительной комиссии Организации по запрещению химического оружия |            |
| 11 декабря 1996  | 1668        | Немцов, Владимир Леонидович      | Генеральный консул Российской Федерации в Одессе (Украина) |            |
| 11 декабря 1996  | 1668        | Паршин, Лев Александрович        | Посол России в Нигерии |            |
| 11 декабря 1996  | 1668        | Пахомов, Юрий Сергеевич          | Генеральный консул Российской Федерации в Милане (Италия) |            |
| 11 декабря 1996  | 1668        | Сергеев, Иван Иванович*          | первый заместитель начальника Главного производственно-коммерческого управления по обслуживанию дипломатического корпуса при МИДе России                                                                                   | 1998       |
| 11 декабря 1996  | 1668        | Тарабрин, Дмитрий Евгеньевич     | Генеральный консул Российской Федерации в Марселе (Франция) |            |
| 30 декабря 1996  | 1787        | Балтрунас, Валерийонас Стасевич  | заместитель директора Департамента консульской службы МИД России |            |
| 30 декабря 1996  | 1787        | Шевченко, Николай Григорьевич    | Генеральный консул Российской Федерации в Мазари-Шарифе (Афганистан) |            |
| 30 декабря 1996  | 1787        | Шувалов, Константин Викторович*  | первый заместитель директора Третьего департамента Азии МИД России | 2003       |

### 1997
| Дата присвоения | Номер указа | Ф.И.О.                       | Должность на момент присвоения                                     | Ранг Посла |
| --------------- | ----------- | ---------------------------- | ------------------------------------------------------------------ | ---------- |
| 3 марта 1997    | 183         | Федотов, Юрий Викторович*    | заместитель Постоянного представителя Российской Федерации при ООН | 2002       |
| 16 апреля 1997  | 369         | Смирнов, Анатолий Павлович*  | Посол России в Руанде                                              | 2008       |
| 16 апреля 1997  | 369         | Чепик, Юрий Петрович         | Посол России в Бенине                                              |            |
| 25 августа 1997 | 924         | Морозов, Валерий Иванович*   |                                                                    | 2002       |
| 7 ноября 1997   | 1183        | Белоус, Олег Николаевич*     | директор Департамента общеевропейского сотрудничества МИД России   | 2000       |
| 7 ноября 1997   | 1183        | Павлов, Николай Викторович*  | Посол России в Монголии                                            | 2004       |
| 17 декабря 1997 | 1319        | Савольский, Игорь Сергеевич* | директор Второго департамента стран СНГ МИД России                 | 2002       |
| 17 декабря 1997 | 1319        | Чижов, Владимир Алексеевич*  | директор Третьего Европейского департамента МИД России             | 2000       |

### 1998
| Дата присвоения  | Номер указа | Ф.И.О.                            | Должность на момент присвоения                                                                   | Ранг Посла |
| ---------------- | ----------- | --------------------------------- | ------------------------------------------------------------------------------------------------ | ---------- |
| 17 апреля 1998   | 405         | Богданов, Михаил Леонидович*      | Посол России в Израиле                                                                           | 2001       |
| 17 апреля 1998   | 405         | Букин, Сергей Николаевич*         | Посол России в Ливии                                                                             | 2006       |
| 17 апреля 1998   | 405         | Добровольский, Василий Николаевич | советник-посланник Посольства России в Японии                                                    |            |
| 17 апреля 1998   | 405         | Рамишвили, Теймураз Отарович*     | начальник Управления по международному гуманитарному сотрудничеству и правам человека МИД России | 2004       |
| 17 апреля 1998   | 405         | Федотов, Алексей Леонидович*      | директор Департамента кадров МИД России                                                          | 2001       |
| 17 апреля 1998   | 406         | Титов, Владимир Геннадьевич*      | директор Второго Европейского департамента МИД России                                            | 2004       |
| 2 июня 1998      | 651         | Макаров, Анатолий Анатольевич*    | заместитель Постоянного представителя Российской Федерации при Европейских Сообществах           | 2004       |
| 2 июня 1998      | 651         | Окпыш, Всеволод Богданович        | Генеральный консул Российской Федерации в Хошимине (Вьетнам)                                     |            |
| 2 июня 1998      | 651         | Садчиков, Николай Иванович*       | Генеральный консул Российской Федерации в Нью-Йорке (США)                                        | 2003       |
| 9 июля 1998      | 824         | Халиуллин, Доллерс Шамгунович     | Генеральный консул Российской Федерации в Джидде (Саудовская Аравия)                             |            |
| 11 сентября 1998 | 1094        | Приходько, Сергей Эдуардович*     | помощник Президента Российской Федерации                                                         | 1999       |
| 17 сентября 1998 | 1114        | Ивашенцов, Глеб Александрович*    | Посол России в Мьянме                                                                            |            |
| 17 сентября 1998 | 1114        | Моисеев, Леонид Петрович*         | директор Первого департамента Азии МИД России                                                    | 2004       |
| 5 декабря 1998   | 1472        | Попов, Юрий Владимирович          | Генеральный консул Российской Федерации в Сан-Франциско (США)                                    |            |
| 5 декабря 1998   | 1472        | Удальцов, Александр Иванович*     | Посол России в Латвии                                                                            | 2004       |

### 1999
| Дата присвоения  | Номер указа | Ф.И.О.                            | Должность на момент присвоения                                                                                    | Ранг Посла |
| ---------------- | ----------- | --------------------------------- | --- | ---------- |
| 6 января 1999    | 18          | Бойко, Владимир Лукьянович        | Посол России в Замбии                                                                                             |            |
| 6 января 1999    | 18          | Павлов, Павел Денисович           | Посол России в Гане                                                                                               |            |
| 6 января 1999    | 18          | Семенов, Игорь Николаевич         | начальник Управления протокола Президента Российской Федерации                                                    |            |
| 6 января 1999    | 18          | Шмагин, Евгений Алексеевич*       | руководитель Отделения Посольства России в Берлине (Германия)                                                     | 2005       |
| 20 февраля 1999  | 214         | Головин, Александр Васильевич*    | директор Четвёртого Европейского департамента МИД России                                                          | 2003       |
| 20 февраля 1999  | 214         | Иванов, Евгений Павлович          | Посол России в Бангладеш                                                                                          |            |
| 20 февраля 1999  | 214         | Луков, Вадим Борисович*           | Посол России в ЮАР                                                                                                | 2003       |
| 20 февраля 1999  | 214         | Тихомиров, Николай Константинович | Посол России в Катаре                                                                                             |            |
| 3 марта 1999     | 282         | Урицкий, Игорь Николаевич         | |            |
| 13 апреля 1999   | 477         | Коваленко, Вячеслав Евгеньевич*   | заместитель директора Второго департамента стран СНГ МИД России                                                   | 2008       |
| 13 апреля 1999   | 477         | Мусатов, Валерий Леонидович*      | директор Второго департамента стран СНГ МИД России                                                                | 2000       |
| 17 июня 1999     | 785         | Ивановский, Владимир Евгеньевич*  | заместитель директора Третьего Европейского департамента — советник Министра иностранных дел Российской Федерации | 2006       |
| 28 сентября 1999 | 1306        | Логвинов, Михаил Аркадьевич       | Генеральный консул Российской Федерации в Мюнхене (Германия)                                                      |            |
| 28 сентября 1999 | 1306        | Чхиквадзе, Владимир Викторович*   | директор Департамента информационного обеспечения МИД России                                                      | 2003       |
| 29 сентября 1999 | 1309        | Еремченко, Валентин Григорьевич   | Посол России в Лаосе                                                                                              |            |

### 2000
| Дата присвоения | Номер указа | Ф.И.О.                           | Должность на момент присвоения                                                | Ранг Посла |
| --------------- | ----------- | -------------------------------- | ----------------------------------------------------------------------------- | ---------- |
| 24 января 2000  | 99          | Алексеев, Александр Николаевич*  | заместитель директора Департамента общеевропейского сотрудничества МИД России | 2004       |
| 26 марта 2000   | 581         | Рожков, Андрей Николаевич*       | советник-посланник Посольства России в Китае                                  | 2008       |
| 8 июня 2000     | 1078        | Щелкунов, Анатолий Викторович    | Посол России в Туркменистане                                                  |            |
| 8 августа 2000  | 1460        | Квасов, Алексей Григорьевич      | Посол России в Чили                                                           |            |
| 8 августа 2000  | 1460        | Петухов, Владимир Евгеньевич*    | Посол России в Кабо-Верде                                                     | 2008       |
| 8 августа 2000  | 1460        | Пешков, Максим Александрович*    | заместитель директора Третьего департамента стран СНГ МИД России              | 2005       |
| 8 августа 2000  | 1460        | Тимофеев, Владимир Павлович      | Посол России в Бенине                                                         |            |
| 8 августа 2000  | 1460        | Толкач, Александр Александрович* | директор Третьего Европейского департамента МИД России                        | 2004       |
| 8 августа 2000  | 1460        | Шишкин, Сергей Николаевич*       | советник-посланник Посольства России в Финляндии                              | 2012       |
| 12 августа 2000 | 1499        | Власов, Валерий Павлович         | Посол России в Бахрейне                                                       |            |
| 25 декабря 2000 | 2070        | Гармонин, Сергей Викторович*     | советник-посланник Посольства России в Турции                                 | 2012       |
| 25 декабря 2000 | 2070        | Кузьмин, Валерий Иванович*       | Посол России в Судане                                                         | 2009       |
| 25 декабря 2000 | 2072        | Владимир, Николай Михайлович*    | Посол России в Панаме                                                         | 2008       |
| 25 декабря 2000 | 2072        | Калинин, Владимир Николаевич     | Посол России на Сейшельских островах                                          |            |

## 2000-е

### 2001
| Дата присвоения | Номер указа | Ф.И.О.                         | Должность на момент присвоения | Ранг Посла |
| --------------- | ----------- | ------------------------------ | ------------------------------ | ---------- |
| 11 марта 2001   | 287         | Ахмедов, Станислав Анварович*  | Посол России в Руанде          | 2008       |
| 11 марта 2001   | 287         | Зотин, Виктор Гаврилович*      | Посол России в Шри-Ланке       | 2012       |
| 11 марта 2001   | 287         | Калугин, Валерий Алексеевич    | Посол России в Ботсване        |            |
| 27 июня 2001    | 776         | Королев, Георгий Петрович      | Посол России в Эквадоре        |            |
| 27 июня 2001    | 776         | Кузнецов, Анатолий Петрович*   | Посол России в Никарагуа       | 2005       |
| 29 октября 2001 | 1258        | Калугин, Александр Михайлович* | Посол России в Йемене          | 2003       |

### 2002
| Дата присвоения  | Номер указа | Ф.И.О.                                | Должность на момент присвоения                                                | Ранг Посла |
| ---------------- | ----------- | ------------------------------------- | ----------------------------------------------------------------------------- | ---------- |
| 15 января 2002   | 53          | Бородавкин, Алексей Николаевич*       | директор Четвёртого департамента стран СНГ МИД России                         | 2004       |
| 15 января 2002   | 55          | Нестерушкин, Валерий Михайлович*      | Посол России на Маврикии                                                      | 2009       |
| 15 января 2002   | 55          | Плотников, Владимир Юрьевич*          | Посол России в Индонезии                                                      | 2004       |
| 15 января 2002   | 55          | Самойленко, Виктор Васильевич*        | Посол России в Камбодже                                                       | 2010       |
| 15 января 2002   | 55          | Тимошкин, Михаил Евгеньевич*          | директор Департамента государственного протокола МИД России                   | 2008       |
| 15 января 2002   | 56          | Шумский, Вячеслав Дмитриевич*         | Посол России в Намибии                                                        |            |
| 15 января 2002   | 57          | Иванов-Галицин, Александр Григорьевич | Посол России в Иордании                                                       |            |
| 22 мая 2002      | 501         | Андреев, Сергей Вадимович*            | Посол России в Анголе                                                         | 2004       |
| 22 мая 2002      | 501         | Ненашев, Сергей Васильевич*           | Посол России в Республике Конго                                               | 2010       |
| 22 мая 2002      | 501         | Осадчий, Станислав Вилиорович*        | директор Департамента кадров МИД России                                       | 2004       |
| 18 июня 2002     | 620         | Вершинин, Сергей Васильевич*          | Посол России в Алжире                                                         | 2007       |
| 18 июня 2002     | 620         | Гатилов, Геннадий Михайлович*         | первый заместитель Постоянного представителя Российской Федерации при ООН     | 2010       |
| 29 июля 2002     | 814         | Мешков, Алексей Юрьевич*              | заместитель Министра иностранных дел Российской Федерации                     | 2004       |
| 29 июля 2002     | 814         | Шульгин, Александр Васильевич*        | Генеральный консул Российской Федерации в Марселе (Франция)                   | 2007       |
| 24 сентября 2002 | 1057        | Грушко, Александр Викторович*         | заместитель директора Департамента общеевропейского сотрудничества МИД России | 2004       |
| 10 декабря 2002  | 1399        | Кудрявцев, Виктор Сергеевич*          | Посол России в Катаре                                                         | 2009       |
| 10 декабря 2002  | 1399        | Морозов, Владимир Николаевич*         | Посол России в Малайзии                                                       | 2007       |
| 10 декабря 2002  | 1399        | Попов, Алексей Анатольевич            | советник-посланник Посольства России в Греции                                 |            |
| 10 декабря 2002  | 1399        | Садовников, Александр Алексеевич*     | Посол России в Уганде                                                         | 2007       |

### 2003
| Дата присвоения  | Номер указа | Ф.И.О.                             | Должность на момент присвоения                                                                                 | Ранг Посла |
| ---------------- | ----------- | ---------------------------------- | --- | ---------- |
| 14 февраля 2003  | 193         | Гамаюн, Валерий Анатольевич        | Посол России в ДР Конго                                                                                        |            |
| 14 февраля 2003  | 193         | Кузнецов, Александр Игоревич*      | директор Департамента внешнеполитического планирования МИД России                                              | 2004       |
| 14 февраля 2003  | 193         | Нестеренко, Андрей Алексеевич*     | заместитель директора Генерального секретариата (Департамента) — заместитель Генерального секретаря МИД России | 2005       |
| 14 февраля 2003  | 193         | Яковенко, Александр Владимирович*  | директор Департамента информации и печати МИД России                                                           | 2004       |
| 12 марта 2003    | 327         | Бухаркин, Игорь Васильевич         | Генеральный консул Российской Федерации в Киркенесе (Норвегия)                                                 |            |
| 12 марта 2003    | 327         | Титоренко, Владимир Ефимович*      | Посол России в Ираке                                                                                           | 2012       |
| 12 марта 2003    | 327         | Цыганов, Андрей Васильевич*        | советник-посланник Посольства России в Италии                                                                  | 2014       |
| 2 апреля 2003    | 392         | Бакланов, Андрей Глебович          | Посол России в Саудовской Аравии                                                                               |            |
| 2 апреля 2003    | 392         | Братчиков, Игорь Борисович*        | директор Четвертого Европейского департамента МИД России                                                       | 2005       |
| 2 апреля 2003    | 392         | Кушаков, Андрей Анатольевич*       | Посол России в ЮАР                                                                                             | 2011       |
| 24 апреля 2003   | 458         | Грищенко, Александр Сергеевич      | Посол России в Боснии и Герцеговине                                                                            |            |
| 24 апреля 2003   | 458         | Клименко, Анатолий Иванович*       | Посол России в Мали                                                                                            | 2010       |
| 2 июля 2003      | 719         | Игнатьев, Александр Александрович* | Посол России в Кении                                                                                           | 2007       |
| 2 июля 2003      | 719         | Малаян, Эдуард Рубенович*          | Посол России на Ямайке                                                                                         | 2007       |
| 25 июля 2003     | 838         | Грановский, Андрей Евгеньевич      | директор Департамента международных организаций МИД России                                                     |            |
| 25 июля 2003     | 838         | Трофимов, Владимир Григорьевич     | заместитель директора Департамента Ближнего Востока и Северной Африки МИД России                               |            |
| 25 июля 2003     | 838         | Яковлев, Сергей Яковлевич*         | Посол России в ОАЭ                                                                                             | 2007       |
| 20 сентября 2003 | 1075        | Лысенко, Михаил Николаевич         | директор Департамента по вопросам безопасности и разоружения МИД России                                        |            |
| 20 сентября 2003 | 1075        | Марьясов, Александр Георгиевич*    | Посол России в Иране                                                                                           | 2007       |
| 20 сентября 2003 | 1075        | Татаринов, Андрей Алексеевич*      | Посол России во Вьетнаме                                                                                       | 2010       |
| 4 ноября 2003    | 1305        | Болотин, Борис Федорович*          | Посол России в Ливане                                                                                          | 2010       |
| 4 ноября 2003    | 1305        | Крамаренко, Александр Михайлович*  | советник-посланник Посольства России в Великобритании                                                          | 2008       |

### 2004
| Дата присвоения | Номер указа | Ф.И.О.                             | Должность на момент присвоения | Ранг Посла |
| --------------- | ----------- | ---------------------------------- | --- | ---------- |
| 23 января 2004  | 94          | Орлов, Валерий Яковлевич*          | Посол России в Гане | 2011       |
| 23 января 2004  | 94          | Шеин, Александр Петрович*          | Посол России в Иордании | 2012       |
| 10 февраля 2004 | 175         | Романов, Александр Александрович*  | Посол России в Сенегале | 2008       |
| 20 февраля 2004 | 228         | Камынин, Михаил Леонидович*        | Посол России в Испании | 2007       |
| 6 мая 2004      | 583         | Неверов, Игорь Святославович*      | директор Департамента Северной Америки МИД России                                                                                              | 2008       |
| 6 мая 2004      | 584         | Горовой, Владимир Анисимович       | заместитель директора Первого департамента стран СНГ МИД России                                                                                |            |
| 6 мая 2004      | 584         | Змеевский, Александр Владимирович* | директор Департамента по вопросам новых вызовов и угроз МИД России                                                                             | 2008       |
| 6 мая 2004      | 584         | Щербак, Олег Николаевич*           | Посол России в Зимбабве | 2009       |
| 6 мая 2004      | 584         | Щетинин, Валерий Николаевич        | заместитель директора Департамента консульской службы МИД России                                                                               |            |
| 25 мая 2004     | 672         | Верченко, Владислав Николаевич     | руководитель Представительства Московско-Тайбэйской координационной комиссии по экономическому и культурному сотрудничеству в Тайбэе (Тайвань) |            |
| 8 июля 2004     | 855         | Корчагин, Юрий Петрович*           | Посол России в Колумбии | 2008       |
| 8 июля 2004     | 855         | Котенев, Владимир Владимирович*    | Посол России в Германии | 2006       |
| 13 июля 2004    | 889         | Ашихмин, Анатолий Артемьевич       | представитель МИД России в г. Екатеринбурге, посол по особым поручениям                                                                        |            |
| 13 июля 2004    | 889         | Исаков, Юрий Николаевич*           | заместитель Постоянного представителя Российской Федерации при ООН                                                                             | 2009       |
| 13 июля 2004    | 889         | Солоцинский, Владимир Дмитриевич*  | представитель МИД России в г. Ростове-на-Дону, посол по особым поручениям                                                                      | 2008       |
| 20 августа 2004 | 1099        | Калинин, Михаил Иванович           | заместитель Постоянного представителя Российской Федерации при международных организациях в Вене (Австрия)                                     |            |
| 20 августа 2004 | 1099        | Кривцов, Андрей Владимирович       | Генеральный консул Российской Федерации в Шанхае (Китай)                                                                                       |            |
| 25 августа 2004 | 1110        | Азимов, Анвар Сарварович*          | заместитель директора Департамента общеевропейского сотрудничества МИД России                                                                  | 2009       |
| 25 августа 2004 | 1110        | Величкин, Сергей Васильевич*       | Генеральный консул Российской Федерации в Стамбул (Турция)                                                                                     | 2015       |
| 25 августа 2004 | 1110        | Геворгян, Кирилл Горациевич*       | Посол России в Нидерландах | 2007       |
| 25 августа 2004 | 1110        | Карлов, Андрей Геннадьевич*        | Посол России в КНДР | 2011       |
| 25 августа 2004 | 1110        | Кондаков, Андрей Львович           | директор Департамента экономического сотрудничества МИД России                                                                                 |            |
| 25 августа 2004 | 1110        | Корсун, Анатолий Николаевич*       | советник-посланник Посольства России в Украине                                                                                                 | 2012       |
| 25 августа 2004 | 1110        | Малев, Дмитрий Васильевич          | Посол России в Гвинее |            |
| 25 августа 2004 | 1110        | Поленов, Владимир Михайлович       | советник-посланник Посольства России в Германии                                                                                                |            |
| 25 августа 2004 | 1110        | Романов, Юрий Александрович*       | Посол России на Мадагаскаре | 2012       |
| 25 августа 2004 | 1110        | Чулков, Николай Васильевич         | заместитель директора Департамента международных организаций МИД России                                                                        |            |
| 2 декабря 2004  | 1494        | Дорохин, Владимир Дмитриевич*      | Посол России в Замбии | 2010       |
| 2 декабря 2004  | 1494        | Мухаметшин, Фарит Мубаракшевич*    | Посол России в Узбекистане | 2007       |
| 2 декабря 2004  | 1494        | Тимошенко, Владимир Семенович      | Посол России в Бенине |            |
| 28 декабря 2004 | 1625        | Конузин, Александр Васильевич*     | первый заместитель Постоянного представителя Российской Федерации при ООН                                                                      | 2009       |

### 2005
| Дата присвоения | Номер указа | Ф.И.О.                             | Должность на момент присвоения | Ранг Посла |
| --------------- | ----------- | ---------------------------------- | --- | ---------- |
| 5 марта 2005    | 254         | Антонов, Анатолий Иванович*        | директор Департамента по вопросам безопасности и разоружения МИД России                                                               | 2007       |
| 5 марта 2005    | 254         | Дьяконов, Игорь Дмитриевич         | Посол России в Никарагуа |            |
| 5 марта 2005    | 254         | Засыпкин, Александр Сергеевич*     | Посол России в Йемене | 2013       |
| 5 марта 2005    | 254         | Иванов, Олег Васильевич            | Генеральный консул Российской Федерации в Осаке (Япония)                                                                              |            |
| 5 марта 2005    | 254         | Малахов, Борис Николаевич          | заместитель директора Департамента информации и печати МИД России                                                                     |            |
| 5 марта 2005    | 254         | Орловец, Михаил Иванович*          | Посол России в Венесуэла | 2008       |
| 5 марта 2005    | 254         | Райков, Юрий Андреевич             | Посол России в Лаосе |            |
| 5 марта 2005    | 254         | Смирнов, Николай Дмитриевич*       | Генеральный консул Российской Федерации в Торонто (Канада)                                                                            | 2013       |
| 5 марта 2005    | 254         | Стариков, Владимир Степанович      | Посол России в Гайане |            |
| 5 марта 2005    | 255         | Губарев, Сергей Николаевич*        | заместитель директора Первого Европейского департамента МИД России                                                                    | 2020       |
| 5 марта 2005    | 255         | Саплин, Василий Иванович           | заместитель директора Первого департамента Азии МИД России                                                                            |            |
| 5 марта 2005    | 255         | Сухинин, Валерий Евгеньевич*       | советник-посланник Посольства России в Республике Корея                                                                               | 2010       |
| 5 марта 2005    | 255         | Щербак, Игорь Николаевич*          | заместитель директора Департамента международных организаций МИД России                                                               | 2009       |
| 18 апреля 2005  | 436         | Поздняков, Владимир Николаевич     | советник-посланник Посольства России во Франции                                                                                       |            |
| 18 апреля 2005  | 436         | Чурилин, Александр Анатольевич*    | директор Историко-документального департамента МИД России                                                                             | 2010       |
| 7 мая 2005      | 510         | Рогов, Леонид Викторович*          | Посол России в Мавритании | 2013       |
| 6 июня 2005     | 645         | Догадин, Александр Константинович* | советник-посланник Посольства России в Мексике                                                                                        | 2018       |
| 6 июня 2005     | 645         | Нечаев, Владимир Викторович        | заместитель директора Консульского департамента МИД России                                                                            |            |
| 15 июля 2005    | 806         | Прищепов, Александр Львович        | заместитель директора Четвертого департамента стран СНГ МИД России                                                                    |            |
| 20 июля 2005    | 828         | Суханов, Виктор Георгиевич         | Генеральный консул Российской Федерации в Женеве (Швейцария)                                                                          |            |
| 20 июля 2005    | 830         | Колодкин, Роман Анатольевич*       | директор Правового департамента МИД России                                                                                            | 2010       |
| 23 августа 2005 | 976         | Васильев, Антон Всеволодович*      | заместитель Постоянного представителя Российской Федерации при Отделении ООН и других международных организациях в Женеве (Швейцария) | 2016       |
| 23 августа 2005 | 976         | Дульян, Алексей Гайкович*          | Посол России в Руанде | 2012       |
| 29 декабря 2005 | 1552        | Малыгин, Владимир Ардалионович*    | Генеральный консул Российской Федерации в Эдинбурге (Великобритания)                                                                  | 2016       |

### 2006
| Дата присвоения | Номер указа | Ф.И.О.                               | Должность на момент присвоения                                                 | Ранг Посла |
| --------------- | ----------- | ------------------------------------ | ------------------------------------------------------------------------------ | ---------- |
| 1 февраля 2006  | 69          | Кемарский, Андрей Вадимович*         | Посол России в Анголе                                                          | 2012       |
| 1 февраля 2006  | 69          | Трухановский, Владимир Владимирович* | Посол России в Колумбии                                                        | 2016       |
| 14 февраля 2006 | 106         | Внуков, Константин Васильевич*       | директор Первого департамента Азии МИД России                                  | 2011       |
| 14 февраля 2006 | 106         | Куликов, Владимир Леонидович         | Посол России в Боливии                                                         |            |
| 14 февраля 2006 | 106         | Прыгин, Владимир Иванович*           | Посол России в Габоне                                                          | 2012       |
| 14 февраля 2006 | 106         | Татаринцев, Виктор Иванович*         | исполняющий обязанности директора Второго Европейского департамента МИД России | 2012       |
| 14 марта 2006   | 208         | Чамов, Владимир Васильевич*          | Посол России в Ираке                                                           | 2016       |
| 30 марта 2006   | 284         | Иванов, Александр Анатольевич*       | директор Департамента стран АСЕАН и общеазиатских проблем МИД России           | 2010       |
| 30 марта 2006   | 284         | Мальгинов, Олег Сергеевич*           | Посол России в Бангладеш                                                       | 2015       |
| 25 мая 2006     | 510         | Воронков, Владимир Иванович*         | заместитель Постоянного представителя Российской Федерации при ОБСЕ            | 2011       |
| 28 июня 2006    | 651         | Кабулов, Замир Набиевич*             | Посол России в Афганистане                                                     | 2010       |
| 28 июня 2006    | 651         | Песков, Сергей Николаевич            | Посол России в Пакистане                                                       |            |
| 28 июня 2006    | 652         | Кураев, Владимир Тихонович           | заместитель директора Департамента Секретариат Министра МИД России             |            |
| 28 июня 2006    | 652         | Павловский, Вячеслав Альфредович*    | директор Консульского департамента МИД России                                  | 2008       |
| 12 августа 2006 | 898         | Сорокин, Виктор Александрович*       | заместитель директора Второго департамента стран СНГ МИД России                | 2013       |
| 12 августа 2006 | 898         | Филатов, Юрий Анатольевич*           | Посол России в Чили                                                            | 2014       |
| 25 декабря 2006 | 1452        | Воронин, Евгений Ростиславович       | Посол России в Панаме                                                          |            |

### 2007
| Дата присвоения | Номер указа | Ф.И.О.                              | Должность на момент присвоения                                                                                 | Ранг Посла |
| --------------- | ----------- | ----------------------------------- | --- | ---------- |
| 29 января 2007  | 89          | Маслов, Андрей Михайлович*          | советник-посланник Посольства России в Италии                                                                  | 2016       |
| 7 февраля 2007  | 151         | Медведев, Александр Павлович        | руководитель территориального органа — представитель МИД России в г. Екатеринбурге, посол по особым поручениям |            |
| 6 марта 2007    | 277         | Брегадзе, Александр Вадимович*      | Посол России в Джибути                                                                                         | 2014       |
| 6 марта 2007    | 277         | Карпушин, Александр Романович*      | Посол России в Кабо-Верде                                                                                      | 2009       |
| 6 марта 2007    | 277         | Кульмухаметов, Азамат Рахметович*   | Посол России в Кувейте                                                                                         | 2012       |
| 6 марта 2007    | 277         | Шебаршин, Алексей Леонидович        | Посол России в Шри-Ланке                                                                                       | 2019       |
| 18 июля 2007    | 928         | Блатов, Игорь Анатольевич*          | Посол России в Туркменистане                                                                                   | 2011       |
| 18 июля 2007    | 928         | Келин, Андрей Владимирович*         | директор Четвёртого департамента стран СНГ МИД России                                                          | 2012       |
| 24 октября 2007 | 1412        | Рябков, Сергей Алексеевич*          | директор Департамента общеевропейского сотрудничества МИД России                                               | 2009       |
| 20 ноября 2007  | 1556        | Петров, Александр Михайлович*       | советник-посланник Посольства России в Германии                                                                | 2020       |
| 28 ноября 2007  | 1592        | Кондрашев, Игорь Сергеевич*         | Посол России в Никарагуа                                                                                       | 2011       |
| 28 ноября 2007  | 1592        | Кузнецов, Павел Маратович*          | директор Второго Европейского департамента МИД России                                                          | 2013       |
| 28 ноября 2007  | 1592        | Попов, Юрий Федорович*              | посол по особым поручениям                                                                                     | 2011       |
| 28 ноября 2007  | 1592        | Провалов, Константин Константинович | директор Историко-документального департамента МИД России                                                      |            |

### 2008
| Дата присвоения | Номер указа | Ф.И.О.                                | Должность на момент присвоения                                        | Ранг Посла |
| --------------- | ----------- | ------------------------------------- | --------------------------------------------------------------------- | ---------- |
| 11 февраля 2008 | 173         | Афанасьев, Михаил Юрьевич*            | Посол России в Эфиопии                                                | 2013       |
| 11 февраля 2008 | 173         | Захаров, Андрей Михайлович            | Посол России в ОАЭ                                                    |            |
| 11 февраля 2008 | 173         | Иванов, Сергей Евгеньевич             | Посол России в Омане                                                  |            |
| 11 февраля 2008 | 173         | Кошкин, Сергей Николаевич*            | Посол России в Уругвае                                                | 2013       |
| 11 февраля 2008 | 173         | Токовинин, Александр Аврельевич*      | Посол России в Марокко                                                | 2012       |
| 23 апреля 2008  | 546         | Андреев, Андрей Владимирович*         | Посол России в Катаре                                                 | 2021       |
| 23 апреля 2008  | 546         | Боцан-Харченко, Александр Аркадьевич* | заместитель директора Четвертого Европейского департамента МИД России | 2017       |
| 23 апреля 2008  | 546         | Галузин, Михаил Юрьевич*              | советник-посланник Посольства России в Японии                         | 2014       |
| 23 апреля 2008  | 546         | Карчава, Александр Алексеевич*        | Посол России в Малайзии                                               | 2015       |
| 23 апреля 2008  | 546         | Терещенко, Валерий Яковлевич*         | Посол России в Камбоджа                                               | 2015       |
| 23 апреля 2008  | 546         | Шуваев, Валерьян Владимирович*        | Посол России в Ливии                                                  | 2010       |
| 17 июня 2008    | 976         | Лоскутов, Всеволод Владимирович       | советник-посланник Посольства России в Украине                        |            |
| 17 июня 2008    | 976         | Троянский, Михаил Григорьевич         | Посол России в Перу                                                   |            |
| 31 июля 2008    | 1154        | Мартынов, Владимир Николаевич         | Посол России в Чаде                                                   |            |
| 31 июля 2008    | 1154        | Нечаев, Сергей Юрьевич*               | директор Третьего Европейского департамента МИД России                | 2012       |
| 31 июля 2008    | 1154        | Солтановский, Иван Дмитриевич*        | заместитель Постоянного представителя Российской Федерации при НАТО   | 2016       |
| 29 октября 2008 | 1535        | Гончаренко, Владимир Борисович*       | Посол России на Мадагаскаре                                           | 2020       |
| 29 октября 2008 | 1535        | Покровский, Андрей Викторович         | Посол России в Гане                                                   |            |
| 17 декабря 2008 | 1788        | Владимиров, Александр Семенович       | Посол России на Сейшельских островах                                  |            |
| 17 декабря 2008 | 1788        | Иванова, Ольга Яковлевна              | Посол России на Маврикии                                              |            |
| 17 декабря 2008 | 1788        | Истратов, Василий Николаевич          | Посол России в Азербайджане                                           |            |
| 17 декабря 2008 | 1788        | Ковальчук, Олег Владимирович          | Посол России в Кот-д’Ивуар                                            |            |

### 2009
| Дата присвоения  | Номер указа | Ф.И.О.                         | Должность на момент присвоения                                                                             | Ранг Посла |
| ---------------- | ----------- | ------------------------------ | --- | ---------- |
| 6 февраля 2009   | 132         | Сергеев, Владимир Николаевич*  | заместитель Постоянного представителя Российской Федерации при международных организациях в Вене (Австрия) | 2016       |
| 11 марта 2009    | 263         | Мгеладзе, Михаил Михайлович*   | Посол России в Мьянме                                                                                      | 2012       |
| 11 марта 2009    | 263         | Поляков, Андрей Владимирович*  | Посол России в Тунисе                                                                                      | 2016       |
| 11 марта 2009    | 263         | Троценко, Геннадий Павлович    | Посол России в Бангладеш                                                                                   |            |
| 14 июля 2009     | 806         | Дарчиев, Александр Никитич*    | советник-посланник Посольства России в США                                                                 | 2016       |
| 14 июля 2009     | 806         | Сергиев, Павел Артемьевич*     | Посол России в Гайане                                                                                      | 2015       |
| 18 сентября 2009 | 1052        | Горбань, Александр Васильевич* | директор Департамента экономического сотрудничества МИД России                                             | 2015       |
| 18 сентября 2009 | 1052        | Попов, Игорь Валентинович*     | Посол России в Мозамбике                                                                                   | 2013       |

### 2010
| Дата присвоения  | Номер указа | Ф.И.О.                            | Должность на момент присвоения | Ранг Посла |
| ---------------- | ----------- | --------------------------------- | --- | ---------- |
| 9 февраля 2010   | 163         | Михайлов, Владимир Петрович       | Посол России в Шри-Ланке |            |
| 9 февраля 2010   | 163         | Небензя, Василий Алексеевич*      | заместитель Постоянного представителя Российской Федерации при Отделении ООН и других международных организациях в Женеве (Швейцария) | 2014       |
| 9 февраля 2010   | 163         | Рогачев, Илья Игоревич*           | директор Департамента по вопросам новых вызовов и угроз МИД России                                                                    | 2018       |
| 12 апреля 2010   | 459         | Антонов, Юрий Александрович       | заместитель директора Департамента Африки МИД России                                                                                  |            |
| 21 мая 2010      | 613         | Долгов, Константин Константинович | заместитель Постоянного представителя Российской Федерации при ООН                                                                    |            |
| 21 мая 2010      | 613         | Крюков, Сергей Николаевич*        | Посол России в Зимбабве | 2016       |
| 12 июля 2010     | 888         | Смирнов, Виктор Юрьевич           | Посол России в Бахрейне |            |
| 13 сентября 2010 | 1126        | Аветисян, Андрей Левонович*       | Посол России в Афганистане | 2018       |
| 13 сентября 2010 | 1126        | Бавыкин, Александр Евгеньевич     | посол по особым поручениям МИД России                                                                                                 |            |
| 13 сентября 2010 | 1126        | Герасимов, Яков Федорович         | Посол России в Черногории |            |
| 13 сентября 2010 | 1126        | Григорьев, Семен Вячеславович*    | Посол России в Абхазии | 2019       |
| 21 октября 2010  | 1274        | Будник, Андрей Сергеевич*         | Посол России в Пакистане | 2018       |
| 21 октября 2010  | 1274        | Любинский, Дмитрий Евгеньевич*    | директор Третьего Европейского департамента МИД России                                                                                | 2016       |
| 22 ноября 2010   | 1458        | Ширинский, Миргаяс Миргаясович*   | Посол России в Руанде | 2017       |

## 2010-е

### 2011
| Дата присвоения | Номер указа | Ф.И.О.                           | Должность на момент присвоения | Ранг Посла |
| --------------- | ----------- | -------------------------------- | --- | ---------- |
| 17 января 2011  | 53          | Каргиев, Эльбрус Каникоевич      | Посол России в Южной Осетии |            |
| 17 января 2011  | 53          | Фазельянов, Энварбик Михайлович* | Посол России в Судане | 2012       |
| 17 января 2011  | 53          | Шаронов, Александр Александрович | Генеральный консул Российской Федерации в Шанхае (Китай)                                                                              |            |
| 21 февраля 2011 | 205         | Тарабрин, Владимир Евгеньевич*   | Посол России в Габоне | 2018       |
| 12 апреля 2011  | 439         | Васильев, Виктор Львович*        | заместитель Постоянного представителя Российской Федерации при Отделении ООН и других международных организациях в Женеве (Швейцария) | 2019       |
| 28 апреля 2011  | 538         | Моргулов, Игорь Владимирович*    | директор Первого департамента Азии МИД России                                                                                         | 2012       |
| 28 апреля 2011  | 538         | Поляков, Александр Дмитриевич*   | Посол России в Нигерии | 2019       |
| 12 июня 2011    | 793         | Валинский, Михаил Яковлевич*     | Посол России в Гвинее-Бисау | 2015       |
| 25 июля 2011    | 987         | Петраков, Михаил Иванович*       | директор Первого департамента стран СНГ МИД России                                                                                    | 2018       |
| 25 июля 2011    | 987         | Уткин, Валерий Иванович*         | Посол России в Эфиопии | 2015       |
| 15 августа 2011 | 1096        | Логвинов, Григорий Семенович*    | посол по особым поручениям МИД России                                                                                                 | 2018       |
| 6 сентября 2011 | 1159        | Винокуров, Владимир Николаевич*  | Генеральный консул Российской Федерации в Сан-Франциско (США)                                                                         | 2017       |
| 6 сентября 2011 | 1159        | Чубаров, Игорь Николаевич        | Посол России в Эритрее |            |
| 4 ноября 2011   | 1461        | Кинщак, Александр Александрович* | Посол России в Кувейте | 2017       |

### 2012
| Дата присвоения  | Номер указа | Ф.И.О.                          | Должность на момент присвоения                                                                               | Ранг Посла |
| ---------------- | ----------- | ------------------------------- | --- | ---------- |
| 10 февраля 2012  | 152         | Абрамов, Леонид Григорьевич     | Посол России в Албании                                                                                       |            |
| 10 февраля 2012  | 152         | Козлов, Сергей Георгиевич*      | Посол России в Йемене                                                                                        | 2018       |
| 10 февраля 2012  | 153         | Ковтун, Андрей Григорьевич      | Посол России во Вьетнаме                                                                                     |            |
| 1 мая 2012       | 544         | Джагарян, Леван Семенович*      | Посол России в Иране                                                                                         | 2017       |
| 1 мая 2012       | 544         | Сазонов, Алексей Андреевич      | Посол России в Боливии                                                                                       |            |
| 1 мая 2012       | 545         | Игнатов, Александр Иванович*    | Посол России в Камбодже                                                                                      | 2020       |
| 1 мая 2012       | 545         | Ульянов, Михаил Иванович*       | директор Департамента по вопросам безопасности и разоружения МИД России                                      | 2017       |
| 16 июля 2012     | 1014        | Васнецов, Олег Владимирович*    | директор Департамента по связям с субъектами Федерации, парламентом и общественными объединениями МИД России | 2018       |
| 30 июля 2012     | 1087        | Бычков, Юрий Евгеньевич         | заместитель директора Департамента лингвистического обеспечения МИД России                                   |            |
| 30 июля 2012     | 1087        | Громыко, Игорь Анатольевич*     | Постоянный представитель Российской Федерации при уставных и других органах СНГ                              | 2019       |
| 30 июля 2012     | 1087        | Тимонин, Александр Андреевич    | Посол России в КНДР                                                                                          |            |
| 17 сентября 2012 | 1301        | Акопов, Сергей Погосович*       | Посол России в Бразилии                                                                                      | 2015       |
| 7 ноября 2012    | 1502        | Барбин, Владимир Владимирович*  | Посол России в Гане                                                                                          | 2017       |
| 7 ноября 2012    | 1502        | Заемский, Владимир Федорович*   | Посол России в Венесуэле                                                                                     | 2016       |
| 7 ноября 2012    | 1502        | Кузнецов, Владимир Валерьевич   | заместитель Постоянного представителя Российской Федерации при ФАО и ВПП                                     |            |
| 7 ноября 2012    | 1502        | Павловский, Алексей Викторович* | директор Четвертого департамента стран СНГ МИД России                                                        | 2017       |
| 14 декабря 2012  | 1664        | Ерхов, Алексей Владимирович*    | Генеральный консул Российской Федерации в Стамбуле (Турция)                                                  | 018        |
| 14 декабря 2012  | 1664        | Кулик, Андрей Борисович*        | директор Первого департамента Азии МИД России                                                                | 2018       |

### 2013
| Дата присвоения | Номер указа | Ф.И.О.                            | Должность на момент присвоения                                            | Ранг Посла |
| --------------- | ----------- | --------------------------------- | ------------------------------------------------------------------------- | ---------- |
| 9 апреля 2013   | 345         | Марчук, Борис Юрьевич*            | Посол России на Мальте                                                    | 2019       |
| 8 мая 2013      | 481         | Евдокимов, Михаил Николаевич*     | директор Первого департамента стран СНГ МИД России                        | 2018       |
| 8 мая 2013      | 481         | Кудашев, Николай Ришатович        | Посол России на Филиппинах                                                | 2019       |
| 8 мая 2013      | 481         | Овечко, Геннадий Алексеевич       | посол по особым поручениям МИД России                                     | 2018       |
| 8 мая 2013      | 481         | Озеров, Олег Борисович*           | Посол России в Саудовской Аравии                                          | 2021       |
| 13 июня 2013    | 562         | Коронелли, Виктор Викторович*     | Посол России в Аргентине                                                  | 2018       |
| 13 июня 2013    | 562         | Прокофьев, Павел Алексеевич       | директор Департамента специальной связи МИД России                        |            |
| 13 июня 2013    | 562         | Рациборинский, Николай Леонидович | Посол России в Камеруне                                                   |            |
| 15 августа 2013 | 677         | Бабич, Николай Евгеньевич         | Посол России в Гватемале                                                  |            |
| 15 августа 2013 | 677         | Байбаков, Владимир Викторович     | Посол России в Мавритании                                                 | 2023       |
| 15 августа 2013 | 677         | Лукашевич, Александр Казимирович* | директор Департамента информации и печати МИД России                      | 2018       |
| 15 августа 2013 | 677         | Панкин, Александр Анатольевич*    | первый заместитель Постоянного представителя Российской Федерации при ООН | 2018       |
| 5 декабря 2013  | 887         | Воробьев, Валерий Павлович*       | Посол России в Марокко                                                    | 2015       |
| 5 декабря 2013  | 887         | Крутько, Андрей Андреевич*        | Посол России в Киргизии                                                   | 2017       |
| 5 декабря 2013  | 887         | Никифоров, Вячеслав Васильевич*   | Посол России на Маврикии                                                  | 2017       |
| 5 декабря 2013  | 887         | Стерник, Александр Вадимович*     | директор Третьего департамента стран СНГ МИД России                       | 2017       |
| 5 декабря 2013  | 887         | Энтин, Марк Львович               | Посол России в Люксембурге                                                |            |

### 2014
| Дата присвоения  | Номер указа | Ф.И.О.                           | Должность на момент присвоения                                      | Ранг Посла |
| ---------------- | ----------- | -------------------------------- | ------------------------------------------------------------------- | ---------- |
| 10 февраля 2014  | 68          | Красницкий, Олег Юзефович        | советник-посланник Посольства России в Германии                     |            |
| 10 февраля 2014  | 68          | Крутских, Андрей Владимирович*   | посол по особым поручениям МИД России                               | 2016       |
| 4 июня 2014      | 397         | Будаев, Андрей Владимирович*     | Генеральный консул Российской Федерации в Рио-де-Жанейро (Бразилия) | 2021       |
| 4 июня 2014      | 397         | Волынкин, Иван Кириллович*       | Посол России в Армении                                              | 2019       |
| 4 июня 2014      | 397         | Воробьева, Людмила Георгиевна*   | Посол России в Малайзии                                             | 2019       |
| 4 июня 2014      | 397         | Лобанов, Сергей Иванович*        | Посол России в ЦАР                                                  | 2018       |
| 4 июня 2014      | 397         | Николаев, Александр Алексеевич   | Посол России в Бангладеш                                            |            |
| 4 июня 2014      | 397         | Нуризаде, Александр Беюкович     | Генеральный консул Российской Федерации в Милане (Италия)           | 2023       |
| 4 июня 2014      | 397         | Щетинин, Александр Валентинович* | директор Латиноамериканского департамента МИД России                | 2018       |
| 17 сентября 2014 | 636         | Лопухов, Андрей Георгиевич*      | директор Департамента безопасности МИД России                       | 2019       |
| 16 декабря 2014  | 782         | Белоус, Владимир Александрович*  | Посол России на Сейшельских островах                                | 2018       |
| 16 декабря 2014  | 782         | Бурмистров, Олег Николаевич*     | советник-посланник Посольства России в США                          | 2018       |
| 16 декабря 2014  | 782         | Золотов, Александр Юрьевич*      | Посол России в Алжире                                               | 2022       |
| 16 декабря 2014  | 782         | Моргунов, Илья Анатольевич       | Посол России в Ираке                                                | 2023       |
| 16 декабря 2014  | 782         | Сорокин, Валерий Евгеньевич*     | посол по особым поручениям МИД России                               | 2019       |
| 16 декабря 2014  | 782         | Худин, Александр Николаевич      | Посол России в Намибии                                              |            |

### 2015
| Дата присвоения | Номер указа | Ф.И.О.                           | Должность на момент присвоения                                                  | Ранг Посла |
| --------------- | ----------- | -------------------------------- | ------------------------------------------------------------------------------- | ---------- |
| 18 февраля 2015 | 78          | Ермолов, Валерий Николаевич*     | заместитель директора Департамента кадров МИД России                            | 2018       |
| 18 февраля 2015 | 78          | Смородин, Андрей Николаевич      | Генеральный консул Российской Федерации в Шанхае (Китай)                        |            |
| 18 февраля 2015 | 78          | Тарасенко, Сергей Михайлович     | советник-посланник Посольства России в Казахстане                               |            |
| 29 мая 2015     | 275         | Бахарев, Сергей Викторович*      | Посол России в Зимбабве                                                         | 2019       |
| 29 мая 2015     | 275         | Борисенко, Георгий Евгеньевич*   | директор Департамента Северной Америки МИД России                               | 2018       |
| 29 мая 2015     | 275         | Грицай, Сергей Николаевич        | директор Департамента Ситуационно-кризисный центр МИД России                    |            |
| 29 мая 2015     | 275         | Евдокимов, Игорь Дмитриевич*     | Посол России в ДР Конго                                                         | 2018       |
| 29 мая 2015     | 275         | Новиков, Алексей Алексеевич*     | Генеральный консул Российской Федерации в Мумбаи (Индия)                        | 2020       |
| 29 мая 2015     | 275         | Степанов, Олег Владимирович      | советник-посланник Посольства России в США                                      | 2023       |
| 29 мая 2015     | 275         | Шведов, Андрей Владимирович*     | Постоянный представитель Российской Федерации при уставных и других органах СНГ | 2018       |
| 21 июля 2015    | 376         | Гараев, Вагиф Мамедвели оглы     | Посол России в Бахрейне                                                         |            |
| 21 июля 2015    | 376         | Дедов, Алексей Юрьевич           | Посол России в Пакистане                                                        | 2023       |
| 21 июля 2015    | 376         | Иванцов, Петр Анатольевич*       | Посол России в Боснии и Герцеговине                                             | 2019       |
| 21 июля 2015    | 376         | Холов, Нурмахмад Махмадуллаевич* | Посол России в Катаре                                                           | 2017       |
| 25 августа 2015 | 439         | Ефимов, Александр Владимирович*  | Посол России в ОАЭ                                                              | 2018       |
| 25 августа 2015 | 439         | Лобач, Дмитрий Анатольевич*      | Посол России в Анголе                                                           | 2022       |
| 22 декабря 2015 | 653         | Михайлов, Валерий Александрович* | Посол России в Республике Конго                                                 | 2019       |
| 22 декабря 2015 | 653         | Удовиченко, Николай Николаевич*  | Посол России в Нигерии                                                          | 2021       |
| 22 декабря 2015 | 653         | Цветков, Дмитрий Юрьевич         | Посол России в Камбодже                                                         |            |

### 2016
| Дата присвоения | Номер указа | Ф.И.О.                            | Должность на момент присвоения | Ранг Посла |
| --------------- | ----------- | --------------------------------- | --- | ---------- |
| 10 февраля 2016 | 55          | Барский, Кирилл Михайлович*       | Посол России в Таиланде | 2022       |
| 10 февраля 2016 | 55          | Викторов, Анатолий Дмитриевич*    | директор Департамента по гуманитарному сотрудничеству и правам человека МИД России                                                    | 2019       |
| 10 февраля 2016 | 55          | Дергачев, Валерий Владимирович    | советник-посланник Посольства России в Таджикистане                                                                                   |            |
| 10 февраля 2016 | 55          | Кураков, Дмитрий Викторович*      | Посол России в Габоне | 2020       |
| 10 февраля 2016 | 55          | Лабецкий, Алексей Казимирович*    | Посол России в Уругвае | 2021       |
| 5 мая 2016      | 212         | Алипов, Денис Евгеньевич*         | советник-посланник Посольства России в Индии                                                                                          | 2022       |
| 5 мая 2016      | 212         | Векленко, Андрей Викторович       | Посол России в Эквадоре |            |
| 8 июля 2016     | 328         | Азизов, Искандер Кубарович*       | Посол России в Монголии | 2020       |
| 8 июля 2016     | 328         | Аляутдинов, Ринат Жафярович       | заместитель Постоянного представителя Российской Федерации при Отделении ООН и других международных организациях в Женеве (Швейцария) | 2023       |
| 8 июля 2016     | 328         | Голубовский, Игорь Леонидович*    | Генеральный консул Российской Федерации в Нью-Йорке (США)                                                                             | 2020       |
| 8 июля 2016     | 328         | Капырин, Игорь Николаевич         | заместитель директора Департамента общеевропейского сотрудничества МИД России                                                         |            |
| 8 июля 2016     | 328         | Кожанов, Константин Петрович      | Посол России в Замбии |            |
| 8 июля 2016     | 328         | Мантыцкий, Александр Викентьевич* | Посол России в Афганистане | 2021       |
| 8 июля 2016     | 328         | Мацегора, Александр Иванович*     | Посол России в КНДР | 2019       |
| 8 июля 2016     | 328         | Сибилев, Виктор Иванович*         | Посол России в Ботсване | 2019       |
| 17 октября 2016 | 551         | Бутин, Сергей Владимирович*       | заместитель директора Генерального секретариата (Департамента) МИД России                                                             | 2020       |
| 17 октября 2016 | 551         | Жилко, Борис Анатольевич*         | советник-посланник Посольства России в Нидерландах                                                                                    | 2021       |
| 17 октября 2016 | 551         | Иванов, Евгений Сергеевич*        | директор Консульского департамента МИД России                                                                                         | 2018       |
| 17 октября 2016 | 551         | Каменев, Константин Сергеевич     | Генеральный консул Российской Федерации в Сан-Паулу (Бразилия)                                                                        |            |
| 17 октября 2016 | 551         | Ткаченко, Всеволод Игоревич*      | Посол России в Эфиопии | 2021       |

### 2017
| Дата присвоения | Номер указа | Ф.И.О.                            | Должность на момент присвоения | Ранг Посла |
| --------------- | ----------- | --------------------------------- | --- | ---------- |
| 10 февраля 2017 | 61          | Баранов, Михаил Владимирович      | Посол России в Лаосе | 2023       |
| 10 февраля 2017 | 61          | Беляев, Сергей Сергеевич*         | советник-посланник Посольства России в Финляндии                                                                                      | 2021       |
| 10 февраля 2017 | 61          | Гуськов, Андрей Анатольевич*      | Посол России в Перу | 2020       |
| 10 февраля 2017 | 61          | Копыркин, Сергей Павлович*        | заместитель Постоянного представителя Российской Федерации при Европейском союзе                                                      | 2021       |
| 10 февраля 2017 | 61          | Кузнецов, Сергей Николаевич*      | Посол России в Джибути | 2020       |
| 10 февраля 2017 | 61          | Молотков, Иван Николаевич         | Посол России в Ливии |            |
| 10 февраля 2017 | 61          | Николаев, Сергей Анатольевич      | Посол России в Тунисе |            |
| 10 февраля 2017 | 61          | Суслов, Дмитрий Юрьевич*          | Посол России в Гане | 2020       |
| 10 февраля 2017 | 61          | Тодуа, Георгий Владимирович       | Посол России в Бурунди |            |
| 10 февраля 2017 | 61          | Ховаев, Игорь Анатольевич         | Посол России на Филиппинах | 2023       |
| 10 июня 2017    | 263         | Баринова, Надежда Михайловна*     | директор Историко-документального департамента МИД России                                                                             | 2021       |
| 10 июня 2017    | 263         | Горлач, Юрий Андреевич            | заместитель Постоянного представителя Российской Федерации при НАТО                                                                   | 2023       |
| 10 июня 2017    | 263         | Демин, Алексей Михайлович         | Генеральный консул Российской Федерации в Алма-Ате (Казахстан)                                                                        |            |
| 10 июня 2017    | 263         | Егоров, Александр Рэмович*        | Посол России в Гвинее-Бисау | 2021       |
| 10 июня 2017    | 263         | Клименко, Юрий Николаевич         | Генеральный консул Российской Федерации в Барселоне (Испания)                                                                         | 2023       |
| 10 июня 2017    | 263         | Овчинников, Алексей Михайлович    | директор Департамента азиатского и тихоокеанского сотрудничества МИД России                                                           | 2024       |
| 10 июня 2017    | 263         | Парамонов, Алексей Владимирович*  | директор Первого Европейского департамента МИД России                                                                                 | 2020       |
| 10 июня 2017    | 263         | Станиславов, Евгений Арнольдович* | директор Департамента экономического сотрудничества МИД России                                                                        | 2021       |
| 10 июня 2017    | 263         | Ярахмедов, Азим Алаудинович*      | Посол России в Эритрее | 2019       |
| 26 декабря 2017 | 628         | Дедушкин, Владимир Петрович*      | Посол России в Йемене | 2020       |
| 26 декабря 2017 | 628         | Дейнеко, Александр Михайлович     | заместитель Постоянного представителя Российской Федерации при Отделении ООН и других международных организациях в Женеве (Швейцария) |            |
| 26 декабря 2017 | 628         | Захарова, Мария Владимировна*     | директор Департамента информации и печати МИД России                                                                                  | 2020       |
| 26 декабря 2017 | 628         | Исаков, Алексей Викторович*       | заместитель директора Департамента Северной Америки МИД России                                                                        | 2021       |
| 26 декабря 2017 | 628         | Лобанов, Дмитрий Дмитриевич*      | заместитель директора Первого Европейского департамента МИД России                                                                    | 2021       |
| 26 декабря 2017 | 628         | Материй, Юрий Борисович*          | Посол России в Шри-Ланке | 2020       |
| 26 декабря 2017 | 628         | Смирнов, Вадим Станиславович      | заместитель директора Департамента по вопросам нераспространения и контроля над вооружениями МИД России                               |            |
| 26 декабря 2017 | 628         | Тавдумадзе, Николай Карлович*     | Посол России в Парагвае | 2021       |

### 2018
| Дата присвоения | Номер указа | Ф.И.О.                              | Должность на момент присвоения                                                                             | Ранг Посла |
| --------------- | ----------- | ----------------------------------- | --- | ---------- |
| 10 февраля 2018 | 67          | Байков, Владимир Анатольевич*       | Посол России в Кот-д’Ивуар                                                                                 | 2021       |
| 10 февраля 2018 | 67          | Климовский, Константин Вячеславович | Посол России на Маврикии                                                                                   | 2023       |
| 10 февраля 2018 | 67          | Спринчан, Владимир Иванович         | Посол России в Боливии                                                                                     | 2023       |
| 13 июня 2018    | 300         | Грозов, Андрей Юрьевич*             | заместитель директора Первого департамента стран СНГ МИД России                                            | 2021       |
| 13 июня 2018    | 300         | Десятников, Глеб Феликсович         | заместитель директора Департамента Ближнего Востока и Северной Африки МИД России                           | 2023а      |
| 13 июня 2018    | 300         | Евсиков, Алексей Николаевич         | Генеральный консул Российской Федерации в Шанхае (Китай)                                                   | 2023       |
| 13 июня 2018    | 300         | Ермаков, Владимир Иванович          | директор Департамента по вопросам нераспространения и контроля над вооружениями МИД России                 |            |
| 13 июня 2018    | 300         | Загайнов, Евгений Тимофеевич        | директор Правового департамента МИД России                                                                 | 2023       |
| 13 июня 2018    | 300         | Зиновьев, Георгий Вениаминович      | советник-посланник Посольства России в Китае                                                               |            |
| 13 июня 2018    | 300         | Зуев, Георгий Викторович            | Посол России в Новой Зеландии                                                                              | 2023       |
| 13 июня 2018    | 300         | Климов, Алексей Владимирович        | заместитель директора Консульского департамента МИД России                                                 | 2023       |
| 13 июня 2018    | 300         | Михно, Георгий Викторович           | заместитель Постоянного представителя Российской Федерации при международных организациях в Вене (Австрия) |            |
| 13 июня 2018    | 300         | Орджоникидзе, Григорий Эдуардович   | посол по особым поручениям МИД России                                                                      |            |
| 13 июня 2018    | 300         | Токмаков, Владимир Георгиевич       | Генеральный консул Российской Федерации в Рио-де-Жанейро (Бразилия)                                        |            |
| 13 июня 2018    | 300         | Толченов, Сергей Геннадьевич        | заместитель директора Третьего департамента Азии МИД России                                                |            |
| 13 июня 2018    | 300         | Томихин, Евгений Юрьевич            | посол по особым поручениям МИД России                                                                      | 2023       |
| 13 июня 2018    | 300         | Тяпкин, Олег Николаевич*            | директор Третьего Европейского департамента МИД России                                                     | 2021       |
| 13 июня 2018    | 300         | Хохоликов, Александр Николаевич     | Посол России в Гватемале                                                                                   | 2022       |
| 3 сентября 2018 | 504         | Болдырев, Александр Вилович         | заместитель директора Департамента по работе с соотечественниками за рубежом МИД России                    |            |
| 3 сентября 2018 | 504         | Калабухов, Игорь Андреевич          | заместитель директора Четвертого Европейского департамента МИД России                                      | 2022       |
| 3 сентября 2018 | 504         | Липаев, Владимир Георгиевич         | заместитель директора Департамента кадров МИД России                                                       | 2023       |
| 3 сентября 2018 | 504         | Петрачков, Александр Федорович      | помощник Министра иностранных дел Российской Федерации                                                     |            |
| 3 сентября 2018 | 504         | Петрович, Сергей Святославович*     | заместитель директора Второго Европейского департамента МИД России                                         | 2021       |
| 3 сентября 2018 | 504         | Руденко, Андрей Юрьевич*            | директор Второго департамента стран СНГ МИД России                                                         | 2020       |
| 3 сентября 2018 | 504         | Седых, Владимир Васильевич          | Генеральный консул Российской Федерации в Бонне (Германия)                                                 |            |
| 3 сентября 2018 | 504         | Сентебов, Алексей Леонидович        | Посол России в ДР Конго                                                                                    | 2023       |
| 3 сентября 2018 | 504         | Соколов, Алексей Анатольевич        | заместитель директора Департамента экономического сотрудничества МИД России                                |            |
| 3 сентября 2018 | 504         | Софинский, Николай Всеволодович     | Посол России в Уругвае                                                                                     | 2023       |
| 3 сентября 2018 | 504         | Хотулев, Иван Брониславович         | Генеральный консул Российской Федерации в Гамбурге (Германия)                                              |            |
| 3 сентября 2018 | 504         | Юшманов, Андрей Константинович      | заместитель директора Департамента кадров МИД России                                                       |            |
| 28 декабря 2018 | 760         | Ильичев, Петр Викторович            | директор Департамента международных организаций МИД России                                                 |            |
| 28 декабря 2018 | 760         | Карпов, Алексей Юрьевич             | заместитель Постоянного представителя Российской Федерации при международных организациях в Вене (Австрия) |            |
| 28 декабря 2018 | 760         | Князев, Павел Русланович            | заместитель директора Департамента внешнеполитического планирования МИД России                             |            |
| 28 декабря 2018 | 760         | Кошелев, Сергей Михайлович          | советник-посланник Посольства России в США                                                                 |            |
| 28 декабря 2018 | 760         | Ноздрев, Николай Станиславович      | директор Третьего департамента Азии МИД России                                                             |            |
| 28 декабря 2018 | 760         | Полянский, Дмитрий Алексеевич       | первый заместитель Постоянного представителя Российской Федерации при ООН                                  |            |
| 28 декабря 2018 | 760         | Сафронков, Владимир Карпович        | заместитель Постоянного представителя Российской Федерации при ООН                                         | 2023       |
| 28 декабря 2018 | 760         | Семиволос, Владлен Станиславович*   | Посол России в Брунее                                                                                      | 2022       |
| 28 декабря 2018 | 760         | Суриков, Александр Васильевич*      | Посол России в Мозамбике                                                                                   | 2022       |

### 2019
| Дата присвоения | Номер указа | Ф.И.О.                               | Должность на момент присвоения                                                | Ранг Посла |
| --------------- | ----------- | ------------------------------------ | ----------------------------------------------------------------------------- | ---------- |
| 8 февраля 2019  | 41          | Кулахметов, Марат Минюрович          | Посол России в Южной Осетии                                                   | 2023       |
| 8 февраля 2019  | 41          | Романченко, Игорь Владимирович       | Посол России в Перу                                                           | 2022       |
| 11 июня 2019    | 257         | Аскальдович, Геннадий Иосифович      | заместитель директора Генерального секретариата (Департамента) МИД России     | 2023       |
| 11 июня 2019    | 257         | Баздникин, Сергей Александрович      | Посол России в Северной Македонии                                             | 2023       |
| 11 июня 2019    | 257         | Баранов, Анатолий Александрович      | заместитель директора Управления делами (Департамента) МИД России             |            |
| 11 июня 2019    | 257         | Беляев, Игорь Алексеевич             | Посол России в Алжире                                                         |            |
| 11 июня 2019    | 257         | Бойков, Евгений Мирославович         | Посол России в Панаме                                                         | 2023       |
| 11 июня 2019    | 257         | Боровик, Анатолий Васильевич         | заместитель директора Третьего департамента Азии МИД России                   | 2023       |
| 11 июня 2019    | 257         | Ганжа, Сергей Павлович               | Генеральный консул Российской Федерации в Мюнхене (Германия)                  |            |
| 11 июня 2019    | 257         | Голованов, Михаил Алексеевич         | Посол России в Джибути                                                        | 2022       |
| 11 июня 2019    | 257         | Догадкин, Дмитрий Николаевич         | Посол России в Омане                                                          | 2023       |
| 11 июня 2019    | 257         | Полищук, Алексей Анатольевич         | заместитель директора Департамента общеевропейского сотрудничества МИД России | 2023       |
| 11 июня 2019    | 257         | Садиков, Рашид Сергеевич             | Генеральный консул Российской Федерации в Александрии (Египет)                |            |
| 11 июня 2019    | 257         | Тараров, Владимир Николаевич         | Посол России в Анголе                                                         | 2022       |
| 1 октября 2019  | 477         | Башкин, Анатолий Геннадьевич         | Посол России в Камеруне                                                       |            |
| 1 октября 2019  | 477         | Беджанян, Юрий Вартанович            | Посол России в Коста-Рике                                                     | 2022       |
| 1 октября 2019  | 477         | Максимычев, Дмитрий Игоревич         | Посол России в Кении                                                          | 2023       |
| 1 октября 2019  | 477         | Подъёлышев, Андрей Леонидович        | Генеральный консул России в Стамбуле (Турция)                                 |            |
| 1 октября 2019  | 477         | Феоктистов, Дмитрий Валерьевич       | Посол России в Аргентине                                                      |            |
| 13 декабря 2019 | 604         | Богдашев, Игорь Викторович           | директор Департамента государственного протокола МИД России                   | 2022       |
| 13 декабря 2019 | 604         | Листопадов, Николай Александрович    | Посол России в Мьянме                                                         | 2022       |
| 13 декабря 2019 | 604         | Масленников, Владислав Владиславович | Посол России в Черногории                                                     | 2023       |
| 13 декабря 2019 | 604         | Чепик, Георгий Юрьевич               | Посол России в Республике Конго                                               | 2023       |

## 2020-е

### 2020
| Дата присвоения | Номер указа | Ф.И.О.                               | Должность на момент присвоения                                                                    | Ранг Посла |
| --------------- | ----------- | ------------------------------------ | ------------------------------------------------------------------------------------------------- | ---------- |
| 17 февраля 2020 | 101         | Курмаз, Александр Сергеевич          | Посол России в Гайане                                                                             | 2023       |
| 17 февраля 2020 | 101         | Трепелков, Сергей Васильевич         | советник-посланник Посольства России в США                                                        |            |
| 8 июня 2020     | 376         | Гончар, Денис Владимирович           | директор Четвертого департамента стран СНГ МИД России                                             | 2024       |
| 8 июня 2020     | 376         | Искандаров, Ильяс Фархадович         | заместитель директора Департамента Африки МИД России                                              | 2023       |
| 8 июня 2020     | 376         | Мелик-Багдасаров, Сергей Михайлович* | Посол России в Венесуэле                                                                          | 2022       |
| 8 июня 2020     | 376         | Соколенко, Владимир Григорьевич      | Посол России в Кабо-Верде                                                                         | 2023       |
| 8 июня 2020     | 376         | Соломатин, Алексей Владимирович      | заместитель директора Департамента Ближнего Востока и Северной Африки МИД России                  |            |
| 8 июня 2020     | 376         | Хорев, Михаил Владимирович           | заместитель директора Департамента по гуманитарному сотрудничеству и правам человека МИД России   | 2023       |
| 2 октября 2020  | 593         | Двинянин, Алексей Аркадьевич         | Посол России в Абхазии                                                                            |            |
| 2 октября 2020  | 593         | Желтов, Владимир Филиппович          | Посол России в Судане                                                                             | 2023       |
| 2 октября 2020  | 593         | Кобринец, Николай Сергеевич          | директор Департамента общеевропейского сотрудничества МИД России                                  | 2023       |
| 2 октября 2020  | 593         | Лукьянчук, Сергей Николаевич         | директор Департамента дипломатическо-курьерской связи МИД России                                  |            |
| 2 октября 2020  | 593         | Пилипсон, Юрий Валентинович          | директор Четвертого Европейского департамента МИД России                                          | 2023       |
| 2 октября 2020  | 593         | Терехин, Евгений Евгеньевич          | Посол России в Эфиопии                                                                            | 2023       |
| 2 октября 2020  | 593         | Юрков, Анатолий Леонидович           | посол по особым поручениям МИД России                                                             | 2023       |
| 25 декабря 2020 | 811         | Буачидзе, Гоча Леванович             | Руководитель Миссии Российской Федерации при Палестинской Национальной Администрации в г. Рамалла |            |
| 25 декабря 2020 | 811         | Корчунов, Николай Викторович         | посол по особым поручениям МИД России                                                             | 2023       |
| 25 декабря 2020 | 811         | Кремнев, Игорь Александрович         | Посол России в Бахрейне                                                                           |            |

### 2021
| Дата присвоения  | Номер указа | Ф.И.О.                             | Должность на момент присвоения | Ранг Посла |
| ---------------- | ----------- | ---------------------------------- | --- | ---------- |
| 9 февраля 2021   | 80          | Лукашик, Александр Петрович        | советник-посланник Посольства России в Украине                                                                                        | 2024       |
| 9 февраля 2021   | 80          | Чвыков, Александр Михайлович       | Посол России в Чаде |            |
| 9 февраля 2021   | 80          | Эйвазов, Тимур Рафаилович          | Посол России в Словении |            |
| 11 июня 2021     | 356         | Алимов, Александр Сергеевич        | заместитель Постоянного представителя Российской Федерации при Отделении ООН и других международных организациях в Женеве (Швейцария) |            |
| 11 июня 2021     | 356         | Латыпов, Наиль Мазгутович          | Посол России в Малайзии |            |
| 11 июня 2021     | 356         | Носков, Михаил Викторович          | Посол России в Исландии |            |
| 11 июня 2021     | 356         | Тряпицын, Виталий Евгеньевич       | посол по особым поручениям МИД России                                                                                                 |            |
| 11 июня 2021     | 356         | Чальян, Карэн Драстаматович        | Посол России в Руанде |            |
| 13 сентября 2021 | 527         | Калинин, Владимир Анатольевич      | Посол России в Лаосе |            |
| 13 сентября 2021 | 527         | Красильников, Николай Владимирович | Посол России в Зимбабве |            |
| 13 сентября 2021 | 527         | Макаров, Николай Валентинович      | Посол России в Кувейте |            |
| 13 сентября 2021 | 527         | Павлов, Марат Игнатьевич           | Посол России на Филиппинах |            |
| 13 сентября 2021 | 527         | Разумовский, Вадим Владиленович    | Посол России в Гвинее |            |
| 28 декабря 2021  | 728         | Амбаров, Роман Евгеньевич          | директор Департамента безопасности МИД России                                                                                         | 2024       |
| 28 декабря 2021  | 728         | Бездетко, Геннадий Степанович      | Посол России во Вьетнаме |            |
| 28 декабря 2021  | 728         | Иванов, Андрей Павлович            | директор Департамента специальной связи МИД России                                                                                    |            |
| 28 декабря 2021  | 728         | Корляков, Алексей Владимирович     | советник-посланник Посольства России в Германии                                                                                       |            |
| 28 декабря 2021  | 728         | Леденев, Михаил Николаевич         | Посол России в Боливии |            |
| 28 декабря 2021  | 728         | Писарев, Александр Борисович       | Посол России в Парагвае |            |
| 28 декабря 2021  | 728         | Рудаков, Александр Николаевич      | Посол России в Ливане | 2024       |

### 2022
| Дата присвоения  | Номер указа | Ф.И.О.                           | Должность на момент присвоения                                                                  | Ранг Посла |
| ---------------- | ----------- | -------------------------------- | ----------------------------------------------------------------------------------------------- | ---------- |
| 10 февраля 2022  | 46          | Жирнов, Дмитрий Александрович    | Посол России в Афганистане                                                                      |            |
| 10 февраля 2022  | 46          | Штодин, Дмитрий Ильич            | Генеральный консул Российской Федерации в Милане (Италия)                                       |            |
| 10 июня 2022     | 363         | Агасандян, Микаэл Вадимович      | посол по особым поручениям МИД России                                                           |            |
| 10 июня 2022     | 363         | Баранов, Максим Анатольевич      | заместитель директора Второго департамента Азии МИД России                                      |            |
| 10 июня 2022     | 363         | Бикантов, Александр Михайлович   | Посол России в ЦАР                                                                              |            |
| 10 июня 2022     | 363         | Биричевский, Дмитрий Анатольевич | директор Департамента экономического сотрудничества МИД России                                  |            |
| 10 июня 2022     | 363         | Довгаленко, Татьяна Евгеньевна   | заместитель Постоянного представителя Российской Федерации при ЮНЕСКО                           |            |
| 10 июня 2022     | 363         | Лукьянцев, Григорий Евгеньевич   | заместитель директора Департамента по гуманитарному сотрудничеству и правам человека МИД России |            |
| 12 сентября 2022 | 624         | Ганич, Данила Викторович         | Посол России в Пакистане                                                                        |            |
| 12 сентября 2022 | 624         | Дробинин, Алексей Юрьевич        | директор Департамента внешнеполитического планирования МИД России                               |            |
| 12 сентября 2022 | 624         | Кислов, Александр Александрович  | заместитель директора Генерального секретариата (Департамента) МИД России                       |            |
| 12 сентября 2022 | 624         | Прицепов, Андрей Анатольевич     | заместитель директора Второго Европейского департамента МИД России                              |            |
| 29 декабря 2022  | 967         | Булатов, Артем Юрьевич           | заместитель директора Департамента общеевропейского сотрудничества МИД России                   |            |
| 29 декабря 2022  | 967         | Кадышев, Леонид Юрьевич          | советник-посланник Посольства России во Франции                                                 |            |
| 29 декабря 2022  | 967         | Шарашкин, Андрей Евгеньевич      | генеральный консул России в Гамбурге (Германия)                                                 |            |

### 2023
| Дата присвоения | Номер указа | Ф.И.О.                          | Должность на момент присвоения                                                   | Ранг Посла |
| --------------- | ----------- | ------------------------------- | -------------------------------------------------------------------------------- | ---------- |
| 9 февраля 2023  | 74          | Бердников, Сергей Леонидович    | Посол России в Гане                                                              |            |
| 9 февраля 2023  | 74          | Забиров, Тимур Фатехович        | Посол России в ОАЭ                                                               |            |
| 9 февраля 2023  | 74          | Кожин, Артем Александрович      | Посол России на Сейшельских островах                                             |            |
| 9 февраля 2023  | 74          | Кутрашев, Эльбрус Кириллович    | Посол России в Ираке                                                             |            |
| 9 февраля 2023  | 74          | Салов, Владимир Павлович        | заместитель директора Департамента по вопросам новых вызовов и угроз МИД России  |            |
| 9 июня 2023     | 422         | Германчук, Максим Николаевич    | заместитель директора Первого департамента стран СНГ МИД России                  |            |
| 9 июня 2023     | 422         | Запевалов, Владимир Васильевич  | посол по особым поручениям МИД России                                            |            |
| 9 июня 2023     | 422         | Кононученко, Сергей Борисович   | посол по особым поручениям МИД России                                            |            |
| 9 июня 2023     | 422         | Миляев, Андрей Александрович    | заместитель директора Департамента государственного протокола МИД России         |            |
| 9 июня 2023     | 422         | Мозго, Игорь Николаевич         | посол России в Эритрее                                                           |            |
| 9 июня 2023     | 422         | Трофимов, Дмитрий Александрович | руководитель Секции интересов России в Тбилиси (Грузия)                          |            |
| 9 июня 2023     | 422         | Шаманов, Олег Анатольевич       | советник-посланник посольства России в Таиланде                                  |            |
| 9 июня 2023     | 422         | Шостак, Анатолий Викторович     | посол по особым поручениям МИД России                                            |            |
| 9 июня 2023     | 422         | Шургалин, Михаил Александрович  | посол России в Абхазии                                                           |            |
| 31 июля 2023    | 577         | Лысиков, Андрей Викторович      | директор Валютно-финансового департамента МИД России                             |            |
| 2 октября 2023  | 737         | Аганин, Айдар Рашидович         | посол России в Ливии                                                             |            |
| 2 октября 2023  | 737         | Балакин, Дмитрий Александрович  | заместитель директора Департамента общеевропейского сотрудничества МИД России    |            |
| 2 октября 2023  | 737         | Лисенков, Алексей Дмитриевич    | заместитель директора Генерального секретариата МИД России                       |            |
| 2 октября 2023  | 737         | Логвинов, Кирилл Михайлович     | заместитель Постоянного представителя Российской Федерации при ЕС                |            |
| 2 октября 2023  | 737         | Люкманов, Артур Рушанович       | директор Департамента международной информационной безопасности МИД              |            |
| 2 октября 2023  | 737         | Максимов, Максим Константинович | заместитель директора Департамента Ближнего Востока и Северной Африки МИД России |            |
| 2 октября 2023  | 737         | Ожегова, Светлана Всеволодовна  | заместитель директора Второго Европейского департамента МИД России               |            |
| 2 октября 2023  | 737         | Салтыков, Алексей Эдуардович    | посол России в Кот-д'Ивуар                                                       |            |
| 2 октября 2023  | 737         | Студенников, Артём Игоревич     | директор Первого Европейского департамента МИД России                            |            |
| 2 октября 2023  | 737         | Сумкин, Григорий Владимирович   | заместитель директора Департамента общеевропейского сотрудничества МИД России    |            |
| 8 ноября 2023   | 849         | Гаппоев, Александр Сергеевич    | заместитель директора Департамента Ситуационно-кризисный центр МИД России        |            |
| 8 ноября 2023   | 849         | Дронов, Алексей Александрович   | генеральный консул России в Бонне (Германия)                                     |            |
| 29 декабря 2023 | 997         | Бердыев, Марат Владимирович     | посол по особым поручениям МИД России                                            |            |

### 2024
| Дата присвоения | Номер указа | Ф.И.О.                            | Должность на момент присвоения                                                          | Ранг Посла |
| --------------- | ----------- | --------------------------------- | --------------------------------------------------------------------------------------- | ---------- |
| 13 февраля 2024 | 110         | Волгарев, Александр Александрович | заместитель постоянного представителя России при ОБСЕ                                   |            |
| 13 февраля 2024 | 110         | Егоров, Евгений Николаевич        | заместитель директора Департамента кадров МИД России                                    |            |
| 13 февраля 2024 | 110         | Корепанов, Дмитрий Гениевич       | посол России в Габоне                                                                   |            |
| 13 февраля 2024 | 110         | Мусихин, Максим Вячеславович      | директор Правового департамента МИД России                                              |            |
| 13 февраля 2024 | 110         | Попов, Алексей Владимирович       | посол России в Гвинее                                                                   |            |
| 13 февраля 2024 | 110         | Тихазе, Карл Карлович             | заместитель директора Департамента международной информационной безопасности МИД России |            |
| 1 апреля 2024   | 224         | Кузьмин, Геннадий Владимирович    | посол по особым поручениям МИД России                                                   |            |
| 1 апреля 2024   | 224         | Лыженков, Алексей Львович         | заместитель директора Департамента по вопросам новых вызовов и угроз МИД России         |            |
| 1 апреля 2024   | 224         | Мирошник, Родион Валерьевич       | посол по особым поручениям МИД России                                                   |            |
| 1 апреля 2024   | 224         | Оверченко, Сергей Александрович   | заместитель директора Третьего департамента стран СНГ МИД России                        |            |
| 1 апреля 2024   | 224         | Хорев, Альберт Павлович           | посол России в Пакистане                                                                |            |
| 13 июня 2024    | 496         | Дейнего, Владислав Николаевич     | представитель МИД России в Луганске                                                     |            |
| 13 июня 2024    | 496         | Жёсткий, Сергей Владимирович      | заместитель директора 3-го Департамента Азии МИД России                                 |            |
| 13 июня 2024    | 496         | Зайцев, Алексей Анатольевич       | заместитель директора Департамента информации и печати МИД России                       |            |
| 13 июня 2024    | 496         | Михайлова, Наталья Сергеевна      | представитель МИД России в Донецке                                                      |            |
| 13 июня 2024    | 496         | Проскуряков, Владимир Анатольевич | советник-посланник Посольства России в Канаде                                           |            |
| 13 июня 2024    | 496         | Самарин, Александр Викторович     | заместитель директора 1-го Европейского департамента МИД России                         |            |
| 1 октября 2024  | 836         | Желоховцев, Иван Алексеевич       | директор 1-го Департамента Азии МИД России                                              |            |
| 1 октября 2024  | 836         | Пальтов, Сергей Юрьевич           | заместитель директора 4-го Департамента стран СНГ МИД России                            |            |
| 1 октября 2024  | 836         | Пугаев, Евгеньевич                | заместитель директора Департамента кадров МИД России                                    |            |
| 1 октября 2024  | 836         | Скосырев, Алексей Владимирович    | посол России в Бахрейне                                                                 |            |
| 1 октября 2024  | 836         | Фролов, Пётр Валерьевич           | советник-посланник посольства России в Белоруссии                                       |            |
| 27 декабря 2024 | 1113        | Белинский, Владимир Григорьевич   | посол России в Чили                                                                     |            |
| 27 декабря 2024 | 1113        | Зейналова, Ирада Автандиловна     | посол России на Маврикии                                                                |            |

### 2025
| Дата присвоения | Номер указа | Ф.И.О.                         | Должность на момент присвоения                                                         | Ранг посла |
| --------------- | ----------- | ------------------------------ | -------------------------------------------------------------------------------------- | ---------- |
| 10 февраля 2025 | 71          | Верченко, Дмитрий Юрьевич      | чрезвычайный и полномочный посол России в Боливии                                      |            |
| 10 февраля 2025 | 71          | Гаврилов, Константин Юрьевич   | чрезвычайный и полномочный посол России в Панаме                                       |            |
| 10 февраля 2025 | 71          | Медяник, Евгений Александрович | директор Генерального секретариата (Департамента) МИД России                           |            |
| 10 февраля 2025 | 71          | Хозин, Александр Григорьевич   | чрезвычайный и полномочный посол России в Бангладеш                                    |            |
| 11 июня 2025    | 395         | Гусев, Вадим Альбертович       | советник-посланник Посольства России в Киргизии                                        |            |
| 11 июня 2025    | 395         | Даудов, Турко Илмадиевич       | постоянный представитель России при ОИС                                                |            |
| 11 июня 2025    | 395         | Доманов, Александр Анатольевич | директор Департамента капитального строительства и собственности за рубежом МИД России |            |
| 11 июня 2025    | 395         | Ежов, Сергей Павлович          | посол по особым поручениям МИД России                                                  |            |
| 11 июня 2025    | 395         | Зыков, Дмитрий Константинович  | заместитель директора Второго Европейского департамента МИД России                     |            |
| 11 июня 2025    | 395         | Прусов, Александр Владимирович | заместитель директора Департамента государственного протокола МИД России               |            |
| 11 июня 2025    | 395         | Фомин, Олег Олегович           | генеральный консул России в Дубае (ОАЭ)                                                |            |

## Самый быстрый карьерный рост
Ниже приводятся посланники первого класса, быстрее других получившие ранг чрезвычайного и полномочного посла:
| Фамилия, имя, отчество          | Дата присвоения ранга ЧПП-1 | Дата присвоения ранга Посла | Промежуток          |
| ------------------------------- | --------------------------- | --------------------------- | ------------------- |
| Юхин, Владимир Владимирович     | 2 июня 1993 (ЧПП-2)         | 1 октября 1993              | 3 месяца, 29 дней   |
| Шабанников, Геннадий Иванович   | 17 сентября 1993 (ЧПП-2)    | 1 апреля 1994               | 6 месяцев, 15 дней  |
| Земский, Владимир Васильевич    | 18 марта 1992               | 12 октября 1992             | 6 месяцев, 24 дня   |
| Головин, Борис Вячеславович     | 2 июля 1992 (ЧПП-2)         | 8 февраля 1993              | 7 месяцев, 6 дней   |
| Мелихов, Игорь Александрович    | 27 января 1993              | 1 октября 1993              | 8 месяцев, 4 дня    |
| Никифоров, Алексей Леонидович   | 1 апреля 1994               | 5 декабря 1994              | 8 месяцев, 4 дня    |
| Сидоров, Василий Сергеевич      | 20 июня 1994                | 2 марта 1995                | 8 месяцев, 10 дней  |
| Приходько, Сергей Эдуардович    | 11 сентября 1998            | 17 июня 1999                | 9 месяцев, 6 дней   |
| Третьяков, Сергей Михайлович    | 24 декабря 1992 (ЧПП-2)     | 1 октября 1993              | 9 месяцев, 7 дней   |
| Торкунов, Анатолий Васильевич   | 16 октября 1992 (ЧПП-2)     | 17 сентября 1993            | 11 месяцев, 1 день  |
| Караханов, Тигран Александрович | 27 января 1993              | 24 января 1994              | 11 месяцев, 28 дней |

### В XXI веке
| Фамилия, имя, отчество           | Дата присвоения ранга ЧПП-1 | Дата присвоения ранга Посла | Промежуток                |
| -------------------------------- | --------------------------- | --------------------------- | ------------------------- |
| Моргулов, Игорь Владимирович     | 28 апреля 2011              | 1 мая 2012                  | 1 год, 3 дня              |
| Иванов, Евгений Сергеевич        | 17 октября 2016             | 10 февраля 2018             | 1 год, 3 месяца, 24 дня   |
| Рябков, Сергей Алексеевич        | 24 октября 2007             | 4 марта 2009                | 1 год, 4 месяца, 8 дней   |
| Кузнецов, Александр Игоревич     | 14 февраля 2003             | 12 июля 2004                | 1 год, 4 месяца, 28 дней  |
| Яковенко, Александр Владимирович | 14 февраля 2003             | 13 июля 2004                | 1 год, 4 месяца, 29 дней  |
| Калугин, Александр Михайлович    | 29 октября 2001             | 22 июля 2003                | 1 год, 8 месяцев, 23 дня  |
| Грушко, Александр Викторович     | 24 сентября 2002            | 12 июля 2004                | 1 год, 9 месяцев, 18 дней |
| Фазельянов, Энварбик Михайлович  | 17 января 2011              | 14 ноября 2012              | 1 год, 9 месяцев, 28 дней |